# Liściozwój czereśni
Liściozwój czereśni (ang. leaf roll of cherry) – choroba czereśni wywoływana przez wirusa liściozwoju czereśni (Cherry leaf roll virus, CLRV).

## Objawy
Objawy infekcji wirusem liściozwoju czereśni po raz pierwszy opisano na drzewach czereśni i orzecha włoskiego. Wirus ten infekuje wiele różnych roślin drzewiastych i wywołuje różne objawy u gospodarza. Opisano jego występowanie w najmniej 36 rodzinach roślin, a naturalnymi żywicielami są oliwka, wiąz, jesion, czarny bez, buk, rabarbar, dereń i lilak.
Objawy porażenia wirusem mogą być trudne do zdiagnozowania, ponieważ są zależne od gatunku gospodarza, szczepu CLRV i warunków klimatycznych. Na liściach czereśni następuje żółknięcie i chloroza, zwijanie liści, skrócenie międzywęźli, szorstkość brzegów liści i ich wcześniejsze zrzucanie. Objawy są bardziej widoczne na starszych liściach. Rozpoznanie wirusa na podstawie samych objawów jest niewystarczające, konieczne są testy serologiczne.
Podobne objawy chorobowe powodują: opieńkowa zgnilizna korzeni, rak bakteryjny drzew owocowych, rak bakteryjny czereśni ptasiej.

## Epidemiologia
Wirus liściozwoju czereśni przenoszony jest wraz z pyłkiem przez pszczoły miodne i wciornastki Thrips tabaci lub Frankliniella occidentalis. Przenosi go kilka gatunków mszyc w sposób nietrwały. Przenoszony jest także przez nasiona, co powoduje zarażenie siewek. Stwierdzono rozprzestrzenianie się wirusa również poprzez zrosty korzeniowe pomiędzy sąsiednimi drzewami.